# Универсидад де Чили
«Универсида́д де Чи́ли» (исп. Universidad de Chile) — чилийский футбольный клуб из района Сантьяго Нуньоа. Это один из самых популярных клубов в стране. Наиболее принципиальные противники клубов «Универсидад Католика» и «Коло-Коло».

## История
Команда была основана в 24 мая 1927 года под названием Club Deportivo Universitario при слиянии клубов «Наутико» и «Федерасьон Университариа» (Federación Universitaria). Клуб был основан студентами Университета Чили и на протяжении долгих лет клуб пользовался поддержкой этого университета.
Период с 1959 по 1969 годы вошёл в историю команды, как годы «Синего балета» — 6 раз команда, главной звездой в которой был Леонель Санчес, выигрывала чемпионат Чили.
Однако с начала 1980-х годов Университет Чили в лице ректора и одновременно президента клуба пошёл на размежевание с футбольной командой. Потеря поддержки привела к тому, что в 1988 году «Универсидад де Чили» вылетел из Примеры. Такое отношение вызвало негодование у болельщиков, и постепенно, в том числе за счёт их активности и поддержки, «Универсидад де Чили» значительно улучшил свои результаты. За следующие 15 лет команда 5 раз становилась чемпионом страны.
В 2007 году начался процесс по сближению Университета и футбольной команды. Больше не возникает вопросов по использованию команды символики ВУЗа (цвета, название, стилизованная буква «U»), а лучшие студенты Университета даже получают клубные карты команды.
В 2011 году «Универсидад де Чили» впервые в своей истории вышел в финал международного турнира под эгидой КОНМЕБОЛ, Южноамериканского кубка, обыграв по ходу турнира такие сильные команды, как «Фламенго», «Васко да Гама» и ЛДУ Кито, занимавшего к моменту финала первое место в рейтинге клубов КОНМЕБОЛ.
В первой финальной игре на стадионе ЛДУ в Кито чилийцы сумели обыграть хозяев со счётом 1:0 благодаря очередному голу лучшего бомбардира турнира Эдуардо Варгаса, став одной из немногих команд в Южной Америке, которой удалось обыграть ЛДУ на его поле и сделав существенную заявку на итоговую победу. Ответный матч чилийцы провели ещё более мощно, в блестящем стиле разгромив 14 декабря в Сантьяго своего соперника со счётом 3:0. Эдуардо Варгас, признанный лучшим футболистом матча, финала и турнира, оформил в этой игре дубль.
Эта победа стала второй для чилийских команд в крупнейших международных турнирах под эгидой КОНМЕБОЛ после триумфа «Коло-Коло» в Кубке Либертадорес 1991.

## Достижения
- Чемпион Чили (18): 1940, 1959, 1962, 1964, 1965, 1967, 1969, 1994, 1995, 1999, 2000, Ап. 2004, Ап. 2009, Ап. 2011, Кл. 2011, Ап. 2012, Ап. 2014, Кл. 2017
- Вице-чемпион Чили (8): 1957, 1961, 1963, 1971, 1980, 1998, Кл. 2005, Ап. 2006
- Чемпион Второго дивизиона Чили (1): 1989
- Обладатель Кубка Чили (6): 1979, 1998, 2000, 2013, 2015, 2024
- Финалист Кубка Чили (5): 2017, 2019
- Обладатель Южноамериканского кубка (1): 2011